# Pluhův Žďár
Pour les articles homonymes, voir Žďár.
Pluhův Žďár (en allemand : Pluhow) est une commune du district de Jindřichův Hradec, dans la région de Bohême-du-Sud, en République tchèque. Sa population s'élevait à 603 habitants en 2020.

## Géographie
Pluhův Žďár se trouve à 6 km au sud-ouest de Deštná, à 13 km au nord-ouest de Jindřichův Hradec, à 41 km au nord-est de České Budějovice et à 101 km au sud-sud-est de Prague.
La commune est limitée par Chotěmice et Vícemil au nord, par Deštná, Lodhéřov et Velký Ratmírov à l'est, par Kardašova Řečice au sud et au sud-ouest, et par Višňová et Dírná à l'ouest.

## Histoire
La première mention écrite du village date de 1267.

## Source
- (cs) Cet article est partiellement ou en totalité issu de l’article de Wikipédia en tchèque intitulé « Pluhův Žďár » (voir la liste des auteurs).